# Poezja świętego Jana od Krzyża

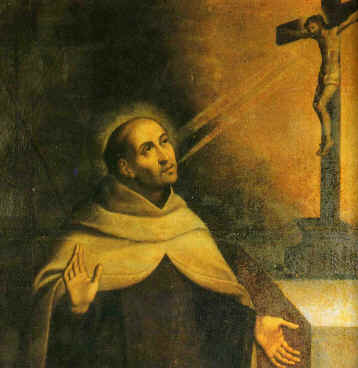
"W noc jedną pełną ciemności,
Udręczeniem miłości rozpalona,
O wzniosła szczęśliwości!
Wyszłam nie spostrzeżona,
Gdy chata moja była uciszona."

Poezja świętego Jana od Krzyża tradycyjnie uważana jest za najwybitniejszy przejaw poezji mistycznej XVI wieku, mający znaczny wpływ na kształt literatury hiszpańskiej, a także poezji baroku w ogóle. Samego jej autora zwykło nazywać się zresztą "największym poetą wśród mistyków i największym mistykiem wśród poetów", którego dorobek stanowi punkt szczytowy literatury religijnej. Po śmierci św. Jana od Krzyża prym literatury hiszpańskiej zaczęli wieść już wyłącznie pisarze świeccy.
Analiza stricte literacka pozwala wyodrębnić w dorobku poetyckim św. Jana od Krzyża kilka tendencji, mających swój właściwy pień w tradycji kastylijskiej. Najbardziej znane są jego wiersze opiewające zjednoczenie duszy z Bogiem, napisane śpiewną strofą zwaną lirą, w których Doktor Mistyczny nie szczędził niezwykle śmiałych obrazów erotycznych. Inne jego poematy utrzymane zostały albo w stylistyce dworskiej pieśni trubadurów, albo w stylistyce bukolicznej, popularyzując charakterystyczny styl pisania "poezji ludowej a lo divino" (na nutę Bożą). Św. Jan od Krzyża stoi przy tym w wyraźnej opozycji do innego znanego poety religijnego tamtych czasów, Fray Luisa de Leóna, przeciwstawiając chłodnemu intelektualizmowi jego wierszy swoje "połączenie piękna i wewnętrznego napięcia duchowego", czystą egzaltację "żarliwości, wzlotów ducha, poczucia niewyrażalnego, tajemnicy i blasku".
Cztery najbardziej znane poematy św. Jana od Krzyża znalazły swoją odautorską analizę w jego prozie duchowej, której celem było dostarczenie szczegółowego objaśnienia mistycznych znaczeń poszczególnych partii utworów.

## Ogólna charakterystyka twórczości
Pełna egzaltacji poetycka metafora powrotu duszy do Boga zyskała u Jana od Krzyża formę liryki miłosnej. Autor często używa frazy niespokojnej, przepojonej zmysłowością, cechującej większość literackich dokonań rodzącej się dopiero epoki. Niektóre wiersze zaskakują śmiałym połączeniem sielankowego tła i "dworskiej" formy z ascetyczną treścią, jak na przykład w przypadku utworu przedstawiającego nieszczęśliwie zakochanego pasterza jako artystyczny obraz zdradzonego i ukrzyżowanego Chrystusa.
"W jego poezji świat zmysłowo postrzegany odzwierciedla się w obrazach pełnych blasku i piękna, ale brak jest tak żywego u Fray Luisa bezpośredniego odczucia krajobrazu". U św. Jana od Krzyża przyroda występuje bowiem wyłącznie jako symbol.
Niezależnie od podejmowanych wątków, najczęstszym źródłem odniesień hiszpańskiego duchownego jest biblijna Pieśń nad pieśniami. Dialog Oblubienicy z Oblubieńcem jednoznacznie tłumaczony jest tu jako symbol mistycznego zjednoczenia człowieka z Bogiem oraz Jego miłosnej mowy do udręczonej duszy. Inną ważną inspirację stanowi Księga Izajasza, w której ogień i rozżarzony węgiel oczyszcza usta proroka. W poezji Jana od Krzyża ogień rozumiany jest właśnie jako siła oczyszczająca, męka niezmiennie cechująca Boską miłość.

## Powstanie utworów
- O Trójcy Przenajświętrzej (Acerca de la Santisima Trinidad) – pieśń wychwalająca Trójcę Świętą do słów Ewangelii św. Jana: "Na początku było Słowo" [J 1, 1-18].
- O udzielaniu się trzech Osób Trójcy Świętej (De la comunicación) –
- O stworzeniu świata (De la creación) – pieśń czteroczęściowa, znajdująca swoją kontynuację w pieśni O Wcieleniu.
- O Wcieleniu (Prosigue la Encarnación) – dwuczęściowa pieśń.
- O Narodzeniu (Del Nacimiento) –
- Nad rzekami Babilonu (Encima de las corrientes) – romanca.
- Pieśń duchowa – poemat skomponowany na zasadzie dialogu
- Znam dobrze źródło (Que bien se yo la fonte) –
- Noc ciemna –
- Pasterz (Un pastońco) – sielanka.
- Żywy płomień miłości –
- Żyję nie żyjąc w sobie (Vivo sin vivir en mi) – piosenka.
- Wszedłem w nieznane (Entreme donde no supe) – wedle słów autora, są to "strofy natchnione w ekstazie kontemplacji".
- Lot miłości (Tras de un amoroso lance) –
- Glosa o rzeczach Boskich (Glosa "a lo divino") – glosa.
- Glosa druga ([Glosa] "a lo divino") –
- O Słowie Bożym (Del Verbo dwino) – czterowiersz.
- Całość doskonałości (Suma de la perfección) –

## Wpływy i inspiracje

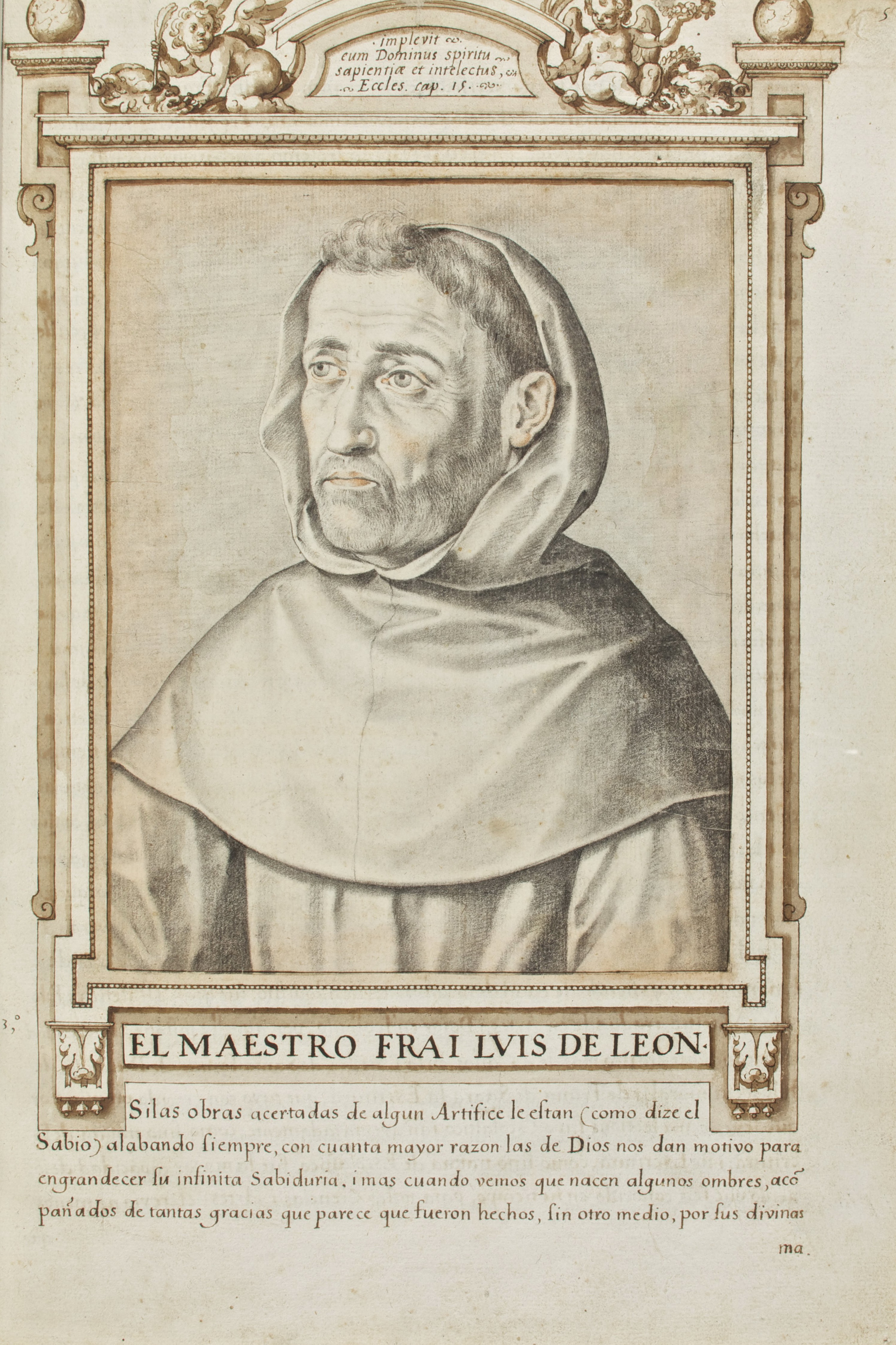
o. Luis de León OSA
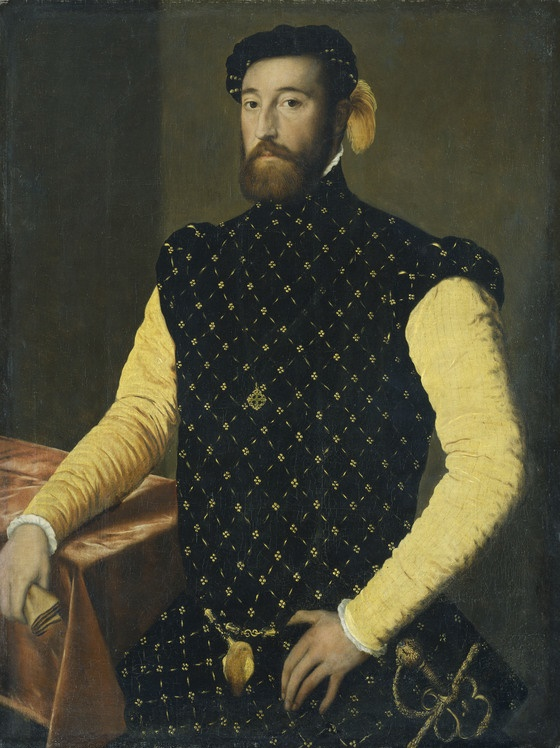
Garcilaso de la Vega
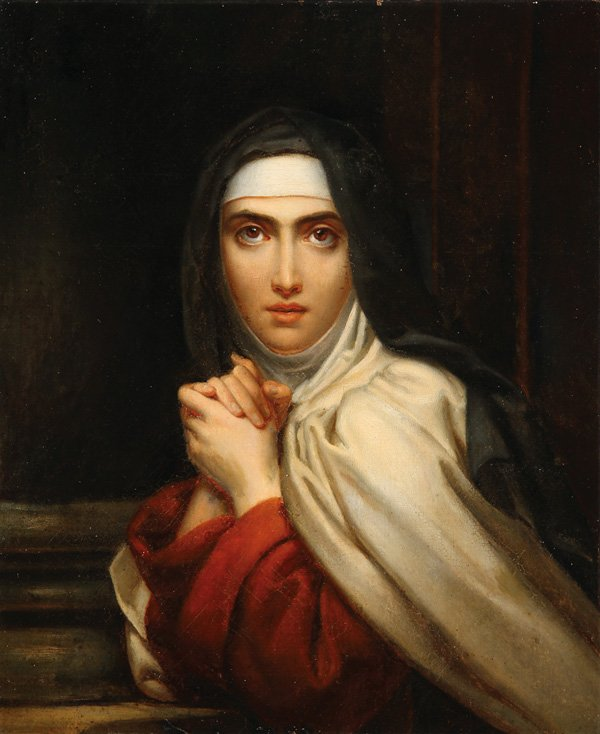
św. Teresa z Ávili
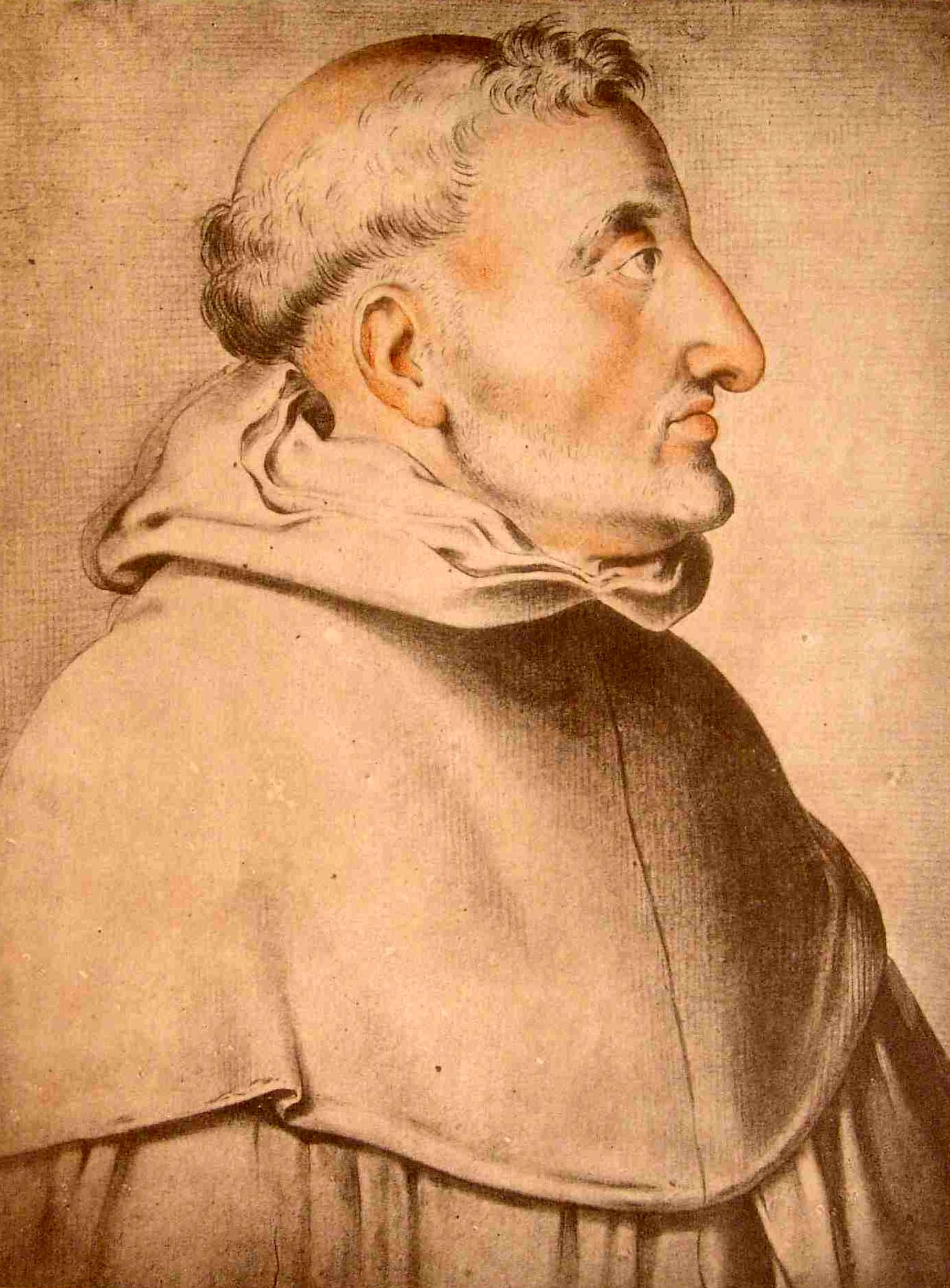
o. Luis de Granada OP

Krytycy wyróżniają w poezji św. Jana od Krzyża wyraźne wpływy starotestamentowej Pieśń nad pieśniami w przekładzie augustianina Luisa de Leóna, z czasem jednak Doktor Mistyczny usamodzielnił się, by w na dojrzałym etapie swej twórczości przeciwstawić wyważonemu intelektualizmowi Leóna – swoją żywiołową egzaltację. Z kręgu poetów jemu współczesnych, prócz wspomnianego już  Luisa de Leóna, na największy wpływ mieli dwaj: Garcilaso de la Vega oraz dominikanin Luis de Granada. Ten ostatni trafił na poetycki warsztat św. Jana od Krzyża najprawdopodobniej za pośrednictwem św. Teresy z Ávili, która uczyła się od dzieł Granady doktryny ascetycznej.

## Wpływ na literaturę polską
Poezja św. Jana od Krzyża niejako koegzystująca w świadomości literackiej Europy XVI wieku z poezją św. Teresy z Ávili, wpłynęła w znacznym stopniu również na literaturę polską. Szczególnie widać to nad lekturą dzieł dwóch poetów wczesnobarokowych: Mikołaja Sępa Szarzyńskiego oraz Sebastiana Grabowieckiego, których duchowym dążeniem był nie tylko zachwyt nad Bogiem, ale przede wszystkim – i tu dotykamy teologii św. Jana od Krzyża – głęboko osobowe uczestnictwo w Bożej miłości.